# 2012년 하계 올림픽
2012년 하계 올림픽(영어: 2012 Summer Olympic Games, Games of the XXX Olympiad)은 2012년 7월 27일부터 8월 12일까지 영국 런던에서 열린 30번째 하계 올림픽이다. 올림픽을 개최한 런던은 1908년, 1948년 대회에 이어서, 근대 올림픽 역사상 최초로 세 번이나 올림픽을 치른 도시가 되었다.(아테네가 1896년, 1906년, 2004년, 총 세 번 대회를 개최했으나 1906년에 열린 대회는 정식 대회가 아닌 올림픽 10주년 기념 대회이므로 제외했다.) 이번 올림픽의 중심 테마는 친환경적인 올림픽이었다.
런던은 2005년 7월 6일 싱가포르에서 열린 제117차 IOC총회에서 모스크바, 뉴욕, 마드리드, 파리를 제치고 4차 투표만에 개최권을 따냈다. 2012년 하계 올림픽유치위원회 위원장은 전 올림픽 금메달리스트였던 서배스천 코가 맡았다.
올림픽 유치는 예산상의 문제로 인해 골머리를 앓는 동안에 런던 내에서 경기가 열릴 지역의 재개발을 촉진시켰다.

## 개최지 선정

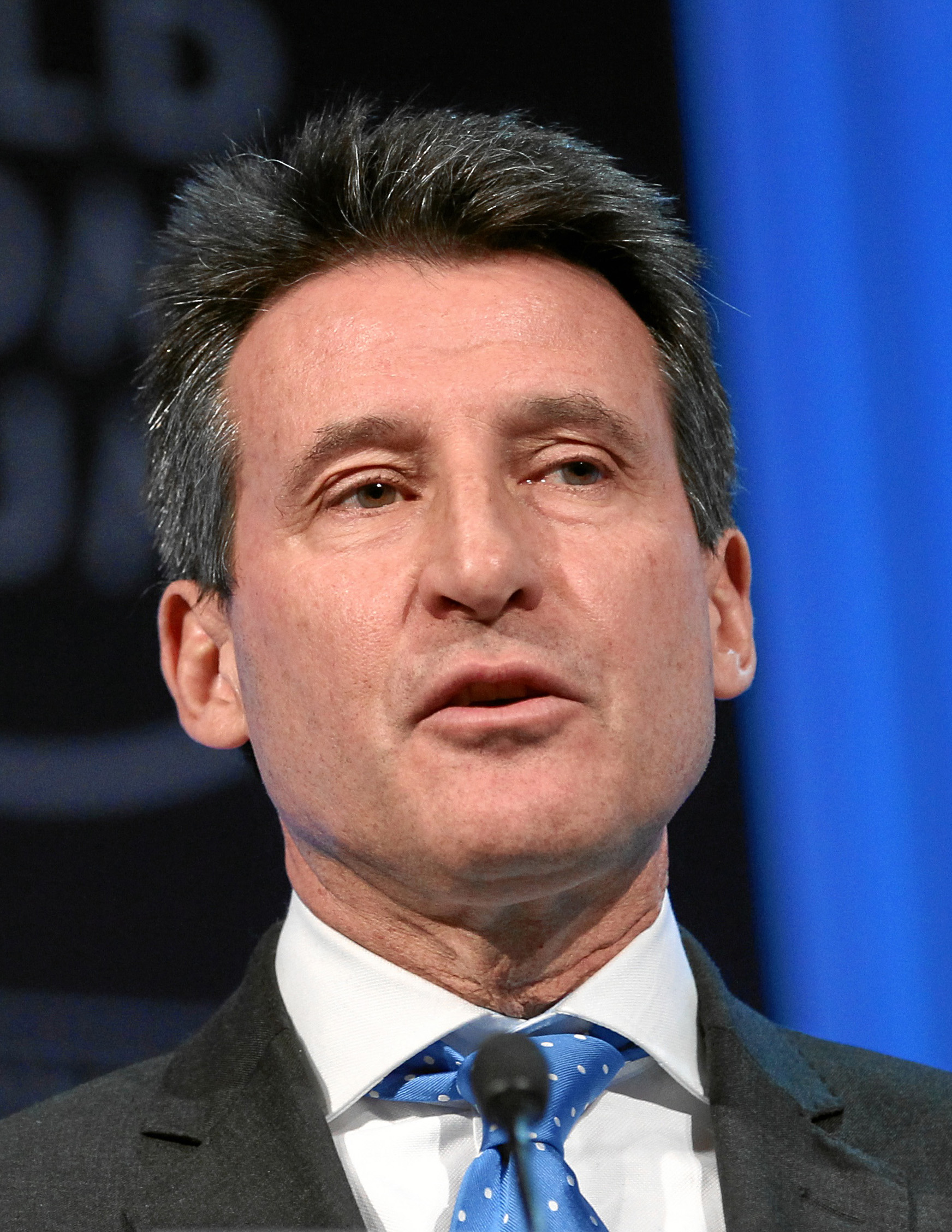
런던올림픽유치위원회 위원장인 서배스천 코

2012년 올림픽 신청지 마감일인 2003년 7월 15일까지 아바나, 이스탄불, 라이프치히, 런던, 마드리드, 모스크바, 뉴욕, 파리, 리우데자네이루 이렇게 총 9개 도시가 신청을 했다.
2004년 5월 18일, 국제 올림픽 위원회는 기술 평가서를 바탕으로 뉴욕, 마드리드, 모스크바, 런던, 파리를 최종 후보지로 정했다.
2004년 11월 19일까지 최종 후보지에서는 후보 도시 파일을 제출해야 했다. IOC 평가 조사단은 2005년 2월~3월 사이에 최종 후보지를 방문했는데 파리는 평가 조사단이 방문했을 때 두 가지 고초를 겪어야했다. 하나는 평가 조사단의 입국과 맞물려서 엄청난 수의 파업이 일어난 것이며 또 하나는 파리 올림픽 유치 위원회의 중추적인 역할을 맡고 있던 IOC 위원인 기 드뤼(Guy Drut)가 프랑스에서 부패 사건에 연루되었다는 것이다.
2005년 6월 6일, IOC에서는 평가 조사단이 평가 보고서를 발표했다. 유치 활동에는 전혀 영향을 주지 않는 것이지만 이 보고서에서는 파리가 가장 좋은 점수를 받았으며 그 뒤를 런던이 이었다. 뉴욕과 마드리드도 괜찮은 평가를 받았다.

제117차 IOC 총회가 다가오면서 파리는 승리를 낙관하는 분위기였다. 특히 세 번째 도전이라는 것도 영향을 주었다. 원래 런던은 이때까지만 해도 파리에 비해 한참 뒤쳐져있었다. 하지만 이것이 2004년 5월 19일, 런던 올림픽 유치 위원회 위원장을 서배스천 코(Sebastian Coe)가 맡으면서 상황이 반전되기 시작했다. 서서히 런던과 파리를 박빙으로 보는 눈이 생긴 것이다. IOC 총회가 코 앞으로 다가오면서 런던과 파리는 엎치락뒤치락하는 양상을 보였다. 2005년 7월 1일, 승자가 어디일 것 같냐는 질문의 대답에 자크 로게는 이렇게 말했다. 
| “ | 저는 IOC 위원들이 어떻게 투표할지 모르니까 결과 또한 예측할 수 없습니다. 그러나 제 직감이 말하길, 엎치락뒤치락한다고 하네요. 어쩌면 10표, 혹은 그 이하로 승부가 갈릴 것 같습니다. | ” |

2005년 7월 6일, 싱가포르의 래플스 시티 컨벤션 센터(Raffles City Convention Centre)에서 제117차 국제 올림픽 위원회 총회가 열렸다. 이곳에 당시 영국 총리였던 토니 블레어가 5개 후보 도시 중 유일하게 참석했다. 모스크바가 가장 먼저 탈락했고 뒤 이어서 뉴욕과 마드리드가 탈락했다. 마지막으로 런던과 파리 두 도시가 남게 되었다. 4차 투표가 끝난 뒤 나온 발표에서 런던이 54표를 얻으며 50표를 얻은 파리를 제치고 2012년 하계 올림픽 개최지로 선정되었다.
| “ | The International Olympic Committee has the honor of announcing that the games of the 30th Olympiad in 2012 are awarded to the city of 'London'. (국제올림픽위원회는 2012년에 열리는 제30회 하계 올림픽 개최지로 '런던'을 발표해서 영광입니다.) | ” |
|   | — 자크 로게, 제117차 IOC 총회 |   |

프랑스의 수많은 일간지에서 파리의 패배를 당시 프랑스 대통령이었던 자크 시라크가 투표 전에 "우리는 구역질이 나는 음식같은 걸 갖고 있는 이 사람들(영국인)을 믿을 수가 없습니다. (영국 음식은) 핀란드 다음으로 형편없습니다."라고 한 발언을 문제삼았다. 핀란드 국적의 IOC 위원은 2명이 있다. 한 언론은 토니 블레어가 전날 밤 몇 명의 (아프리카 국가 출신의) IOC 위원과 밀실 회동을 가진 것이 최종 투표에서 영향을 주었다고 보도했다. 런던이 개최권을 얻었다는 보도가 났을 때, 영국 언론들은 프랑스와 잉글랜드(다른 후보 도시 포함)에 모인 희망에 부풀어 있는 사람들의 모습 보관됨 2023-02-09 - 웨이백 머신을 보여주면서 기쁨에 넘치는 런던 시민의 모습과 그와 상반된 모습을 하고 있는 파리 시민의 모습을 보여주기도 했다. 그런데 24시간 후에 일어난 폭탄 테러 사건이 이 기쁨을 빛바래게 했다.
2005년 12월, IOC 직원인 앨릭스 길래디(Alex Gilady)는 런던은 투표 오류로 인해 파리를 꺾은 것이라고 주장했다. 런던 올림픽 조직위원회는 이것에 대해 부정하며 "결국 이것은 비밀 투표였다. 이것은 한 개인의 의견일 뿐이다. 이 결과에 대해서 우린 어떠한 입장도 밝히지 않을 것이다."라고 했다.
| 개최지 투표결과 | 개최지 투표결과 | 개최지 투표결과 | 개최지 투표결과 | 개최지 투표결과 | 개최지 투표결과 | 개최지 투표결과 |
| --------------- | --------------- | --------------- | --------------- | --------------- | --------------- | --------------- |
| 후보 도시       | NOC             | 1차 투표        | 2차 투표        | 3차 투표        | 4차 투표        |                 |
| 런던            | 영국            | 22              | 27              | 39              | 54              |                 |
| 파리            | 프랑스          | 21              | 25              | 33              | 50              |                 |
| 마드리드        | 스페인          | 20              | 32              | 31              |                 |                 |
| 뉴욕            | 미국            | 19              | 16              |                 |                 |                 |
| 모스크바        | 러시아          | 15              |                 |                 |                 |                 |

## 대회 준비

### 마스코트
- 웬록(Wenlock) - 올림픽 마스코트
- 맨더빌(Mandeville) - 패럴림픽 마스코트

### 공식 주제가
2012년 하계 올림픽의 공식 주제가는 다음과 같다.
- Muse - Survival
- On A Rainbow - Music & Word By Tom Fletcher (McFly's Lead Vocal)
- Sung By Tom Fletcher and Carrie Fletcher(Tom's sister)

### 개막식

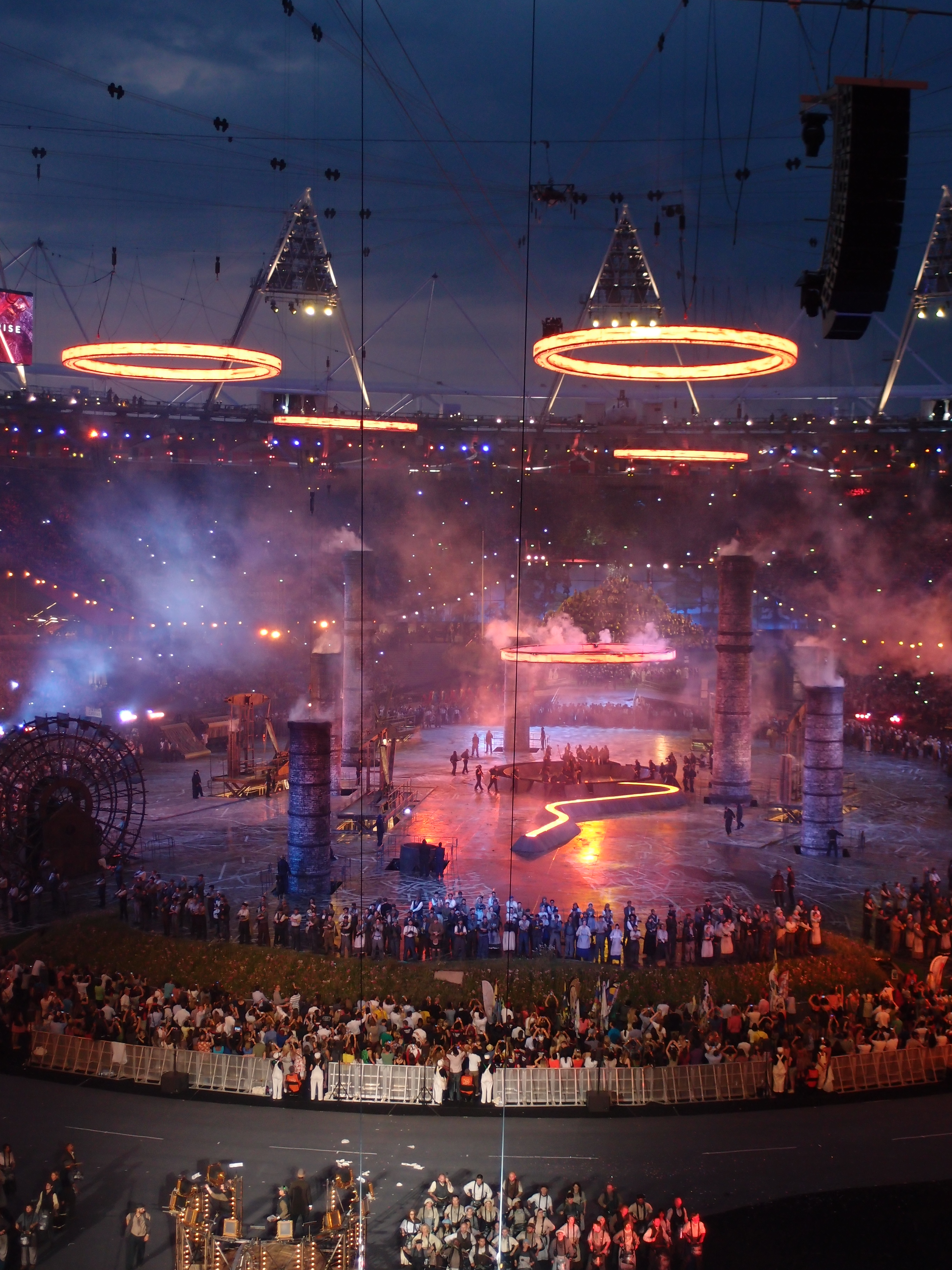
개회식의 한 장면.

개막식은 2012년 7월 27일 오후 9시(현지 시간), 올림픽 스타디움에서 진행되었다.

#### 입장 순서
알파벳 순서로 입장하였다. 항상 먼저 입장하는 그리스부터 시작하여 조선민주주의인민공화국이 53번째, 대한민국이 100번째로 입장하였으며 개최국인 영국은 마지막으로 입장했다.

### 폐막식
개막식은 2012년 8월 12일 오후 9시(현지 시간), 개막식과 마찬가지로 올림픽 스타디움에서 진행되었다.

## 경기

### 참가국
2012년 하계 올림픽에는 총 204개국의 국가가 참가했으며, 10,000명 이상의 선수들이 참여했다. 이는 현재까지 영국에서 열린 종합 스포츠 대회 중, 런던에서 열린 1948년 하계 올림픽과 맨체스터에서 열린 2002년 코먼웰스 게임의 참가 선수보다 많은 수이다.
2011년 7월에 있었던 제123차 국제 올림픽 위원회 총회에 의해 해체된 네덜란드령 안틸레스 올림픽 위원회 소속의 세 명의 선수와, 아직 국가 올림픽 위원회가 만들어지지 않은 남수단 소속인 한 명의 선수는 올림픽기를 달고 올림픽 독립 선수단으로 참가했다.
초기에 사우디아라비아, 카타르, 브루나이 선수단에는 여성 선수가 참가하지 않았는데, 이후 사우디아라비아는 두 명의 여성 선수를 올림픽에 참가하도록 했다.
참가국
- 참가국
- 참가 선수

| - 아프가니스탄 (6) - 알바니아 (12) - 알제리 (42) - 아메리칸사모아 (5) - 안도라 (6) - 앙골라 (34) - 앤티가 바부다 (5) - 아르헨티나 (137) - 아르메니아 (25) - 아루바 (4) - 오스트레일리아 (410) - 오스트리아 (70) - 아제르바이잔 (53) - 바하마 (24) - 바레인 (12) - 방글라데시 (5) - 바베이도스 (6) - 벨라루스 (165) - 벨기에 (115) - 벨리즈 (3) - 베냉 (5) - 버뮤다 (8) - 부탄 (2) - 볼리비아 (6) - 보스니아 헤르체고비나 (6) - 보츠와나 (4) - 브라질 (258) - 영국령 버진아일랜드 (2) - 브루나이 (3) - 불가리아 (63) - 부르키나파소 (5) - 부룬디 (6) - 캄보디아 (6) - 카메룬 (33) - 캐나다 (277) - 카보베르데 (3) - 케이맨 제도 (5) - 중앙아프리카 공화국 (6) - 차드 (3) - 칠레 (35) - 중화인민공화국 (396) - 콜롬비아 (104) - 코모로 (3) - 콩고 공화국 (7) - 콩고 민주 공화국 (4) - 쿡 제도 (8) - 코스타리카 (11) - 크로아티아 (108) - 쿠바 (110) - 키프로스 (13) - 체코 (133) - 덴마크 (113) - 지부티 (6) - 도미니카 연방 (2) - 도미니카 공화국 (35) - 에콰도르 (36) - 이집트 (113) - 엘살바도르 (10) - 적도 기니 (2) - 에리트레아 (12) - 에스토니아 (33) - 에티오피아 (35) - 피지 (9) - 핀란드 (55) - 프랑스 (330) - 가봉 (24) - 감비아 (2) - 조지아 (35) - 독일 (392) - 가나 (9) - 영국 (541) (개최국) - 그리스 (104) - 그레나다 (10) - 괌 (8) - 과테말라 (19) - 기니 (4) - 기니비사우 (4) - 가이아나 (6) - 아이티 (5) - 온두라스 (27) - 홍콩 (42) - 헝가리 (157) - 아이슬란드 (27) - 독립 (4) - 인도 (83) - 인도네시아 (22) - 이란 (53) - 이라크 (8) - 아일랜드 (66) - 이스라엘 (37) - 이탈리아 (285) - 코트디부아르 (10) - 자메이카 (50) - 일본 (293) - 요르단 (9) - 카자흐스탄 (114) - 케냐 (47) - 키리바시 (3) - 조선민주주의인민공화국 (51) - 대한민국 (248) - 쿠웨이트 (11) - 키르기스스탄 (14) - 라오스 (3) - 라트비아 (46) - 레바논 (10) - 레소토 (4) - 라이베리아 (4) - 리비아 (5) - 리히텐슈타인 (3) - 리투아니아 (62) - 룩셈부르크 (9) - 마케도니아 공화국 (4) - 마다가스카르 (7) - 말라위 (3) - 말레이시아 (30) - 몰디브 (5) - 말리 (6) - 몰타 (5) - 마셜 제도 (4) - 모리타니 (2) - 모리셔스 (11) - 멕시코 (102) - 미크로네시아 연방 (6) - 몰도바 (22) - 모나코 (6) - 몽골 (29) - 몬테네그로 (33) - 모로코 (67) - 모잠비크 (6) - 미얀마 (6) - 나미비아 (9) - 나우루 (2) - 네팔 (5) - 네덜란드 (12) - 네덜란드령 안틸레스 (175) - 뉴질랜드 (184) - 니카라과 (6) - 니제르 (6) - 나이지리아 (55) - 노르웨이 (64) - 오만 (4) - 파키스탄 (21) - 팔라우 (5) - 팔레스타인 (5) - 파나마 (7) - 파푸아뉴기니 (8) - 파라과이 (8) - 페루 (16) - 필리핀 (11) - 폴란드 (218) - 포르투갈 (77) - 푸에르토리코 (25) - 카타르 (12) - 루마니아 (103) - 러시아 (436) - 르완다 (7) - 세인트키츠 네비스 (7) - 세인트루시아 (4) - 세인트빈센트 그레나딘 (3) - 사모아 (8) - 산마리노 (4) - 상투메 프린시페 (2) - 사우디아라비아 (19) - 세네갈 (31) - 세르비아 (115) - 세이셸 (6) - 시에라리온 (2) - 싱가포르 (23) - 슬로바키아 (47) - 슬로베니아 (65) - 솔로몬 제도 (4) - 소말리아 (2) - 남아프리카 공화국 (125) - 스페인 (282) - 스리랑카 (7) - 수단 (6) - 수리남 (5) - 스와질란드 (3) - 스웨덴 (134) - 스위스 (102) - 시리아 (10) - 중화 타이베이 (44) - 타지키스탄 (16) - 탄자니아 (7) - 태국 (37) - 동티모르 (2) - 토고 (6) - 통가 (3) - 트리니다드 토바고 (30) - 튀니지 (83) - 튀르키예 (114) - 투르크메니스탄 (10) - 투발루 (3) - 우간다 (16) - 우크라이나 (237) - 아랍에미리트 (26) - 미국 (530) - 우루과이 (29) - 우즈베키스탄 (54) - 바누아투 (5) - 베네수엘라 (70) - 베트남 (18) - 미국령 버진아일랜드 (7) - 예멘 (4) - 잠비아 (7) - 짐바브웨 (7) |

### 종목
2012년 하계 올림픽에는 총 26개의 종목, 302개의 세부 종목의 경기가 열린다.
| - 수상 종목 - 다이빙 (8) - 수영 (34) - 싱크로나이즈드 스위밍 (2) - 수구 (2) - 양궁 (4) - 육상 (47) - 배드민턴 (5) - 농구 (2) - 복싱 (13) | - 카누 - 스프린트 (12) - 슬라럼 (4) - 사이클 - BMX (2) - 산악 (2) - 도로 (4) - 트랙 (10) - 승마 - 마장 (2) - 종합 (2) - 장애물 (2) | - 펜싱 (10) - 필드 하키 (2) - 축구 (2) - 체조 - 기계체조 (14) - 리듬체조 (2) - 트램벌린 (2) - 핸드볼 (2) - 유도 (14) - 근대5종 (2) - 조정 (14) - 요트 (10) | - 사격 (15) - 탁구 (4) - 태권도 (8) - 테니스 (5) - 트라이애슬론 (2) - 배구 (2) - 비치발리볼 (2) - 역도 (15) - 레슬링 - 자유형 (11) - 그레코로만형 (7) |

이번 대회에서는 여자 복싱 종목이 처음으로 추가되어, 36명의 선수들이 각각의 경기에서 시합을 겨룬다. 그리고 원래 여러 사격 경기들은 영국 총기법에 의해서 불법이었지만, 올림픽 특별 허가가 내려진 덕분에 진행할 수 있게 되었다. 또한 테니스의 혼합 복식 종목은 1924년 하계 올림픽 이후 다시 정식 올림픽 종목이 되었다.
런던 올림픽에서는 기존 올림픽을 따라서 28종류의 종목을 유치했으나, 런던이 2012년 올림픽을 유치한 이틀 후 치러진 IOC 2차 투표에서 야구와 소프트볼이 올림픽 종목에서 제외되었다. IOC는 재검토를 위한 표를 잃은 후인 2006년 동계 올림픽 동안 두 종목을 제외시키고, 2008년 하계 올림픽에서 마지막 경기를 치르도록 하기 위해서 이러한 결정을 내렸다. 이렇게 두 종목을 제외시킨다는 결정을 내린 후, IOC는 다시 두 종목을 올림픽에 포함시킬지 말 것인지에 대한 투표를 실시했다. 새로 들어갈 스포츠 종목 후보는 가라데, 스쿼시, 골프, 롤러 스포츠, 7인제 럭비였다. 이 중 가라데와 스쿼시 두 종목은 최종 후보였지만, 둘 다 정식 종목이 되는 데 필요로 하는 과반수를 넘지 못했다.

### 대회 일정
2012년 하계 올림픽 대회 일정은 2011년 2월 15일에 최종적으로 발표되었다.
|  | 개/폐회식 |  | 예선 경기 |  | 결선 경기 | 4 | 금메달 수 |

| 2012년 하계 올림픽 일정 | 2012년 하계 올림픽 일정 | 2012년 하계 올림픽 일정 | 2012년 하계 올림픽 일정 | 2012년 하계 올림픽 일정 | 2012년 하계 올림픽 일정 | 2012년 하계 올림픽 일정 | 2012년 하계 올림픽 일정 | 2012년 하계 올림픽 일정 | 2012년 하계 올림픽 일정 | 2012년 하계 올림픽 일정 | 2012년 하계 올림픽 일정 | 2012년 하계 올림픽 일정 | 2012년 하계 올림픽 일정 | 2012년 하계 올림픽 일정 | 2012년 하계 올림픽 일정 | 2012년 하계 올림픽 일정 | 2012년 하계 올림픽 일정 | 2012년 하계 올림픽 일정 | 2012년 하계 올림픽 일정 | 2012년 하계 올림픽 일정 | 2012년 하계 올림픽 일정 |
| 7월 / 8월               | 7월 / 8월               | 7월 / 8월               | 25                      | 26                      | 27                      | 28                      | 29                      | 30                      | 31                      | 1                       | 2                       | 3                       | 4                       | 5                       | 6                       | 7                       | 8                       | 9                       | 10                      | 11                      | 12                      |
| ----------------------- | ----------------------- | ----------------------- | ----------------------- | ----------------------- | ----------------------- | ----------------------- | ----------------------- | ----------------------- | ----------------------- | ----------------------- | ----------------------- | ----------------------- | ----------------------- | ----------------------- | ----------------------- | ----------------------- | ----------------------- | ----------------------- | ----------------------- | ----------------------- | ----------------------- |
| 개/폐회식               | 개/폐회식               |                         |                         |                         | O                       |                         |                         |                         |                         |                         |                         |                         |                         |                         |                         |                         |                         |                         |                         |                         | C                       |
| 근대5종                 | 근대5종                 |                         |                         |                         |                         |                         |                         |                         |                         |                         |                         |                         |                         |                         |                         |                         |                         |                         |                         | 1                       | 1                       |
| 농구                    | 농구                    |                         |                         |                         |                         |                         |                         |                         |                         |                         |                         |                         |                         |                         |                         |                         |                         |                         |                         | 1                       | 1                       |
| 레슬링                  | 레슬링                  |                         |                         |                         |                         |                         |                         |                         |                         |                         |                         |                         |                         | 2                       | 3                       | 2                       | 2                       | 2                       | 2                       | 3                       | 2                       |
| 배구                    | 비치발리볼              |                         |                         |                         |                         |                         |                         |                         |                         |                         |                         |                         |                         |                         |                         |                         |                         | 1                       | 1                       |                         |                         |
| 배구                    | 배구                    |                         |                         |                         |                         |                         |                         |                         |                         |                         |                         |                         |                         |                         |                         |                         |                         |                         |                         | 1                       | 1                       |
| 배드민턴                | 배드민턴                |                         |                         |                         |                         |                         |                         |                         |                         |                         |                         | 1                       | 2                       | 2                       |                         |                         |                         |                         |                         |                         |                         |
| 복싱                    | 복싱                    |                         |                         |                         |                         |                         |                         |                         |                         |                         |                         |                         |                         |                         |                         |                         |                         | 3                       |                         | 5                       | 5                       |
| 사격                    | 사격                    |                         |                         |                         |                         | 2                       | 2                       | 1                       | 1                       | 1                       | 1                       | 2                       | 2                       | 1                       | 2                       |                         |                         |                         |                         |                         |                         |
| 사이클                  | BMX                     |                         |                         |                         |                         |                         |                         |                         |                         |                         |                         |                         |                         |                         |                         |                         |                         |                         | 2                       |                         |                         |
| 사이클                  | 트랙                    |                         |                         |                         |                         |                         |                         |                         |                         |                         | 2                       | 2                       | 1                       | 1                       | 1                       | 3                       |                         |                         |                         |                         |                         |
| 사이클                  | 도로                    |                         |                         |                         |                         | 1                       | 1                       |                         |                         | 2                       |                         |                         |                         |                         |                         |                         |                         |                         |                         |                         |                         |
| 사이클                  | 산악                    |                         |                         |                         |                         |                         |                         |                         |                         |                         |                         |                         |                         |                         |                         |                         |                         |                         |                         | 1                       | 1                       |
| 수상 종목               | 수영                    |                         |                         |                         |                         | 4                       | 4                       | 4                       | 4                       | 4                       | 4                       | 4                       | 4                       |                         |                         |                         |                         | 1                       | 1                       |                         |                         |
| 수상 종목               | 싱크로나이즈드 스위밍   |                         |                         |                         |                         |                         |                         |                         |                         |                         |                         |                         |                         |                         |                         | 1                       |                         |                         | 1                       |                         |                         |
| 수상 종목               | 다이빙                  |                         |                         |                         |                         |                         | 1                       | 1                       | 1                       | 1                       |                         |                         |                         | 1                       |                         | 1                       |                         | 1                       |                         | 1                       |                         |
| 수상 종목               | 수구                    |                         |                         |                         |                         |                         |                         |                         |                         |                         |                         |                         |                         |                         |                         |                         |                         | 1                       |                         |                         | 1                       |
| 승마                    | 승마                    |                         |                         |                         |                         |                         |                         |                         | 2                       |                         |                         |                         |                         |                         | 1                       | 1                       | 1                       | 1                       |                         |                         |                         |
| 양궁                    | 양궁                    |                         |                         |                         |                         | 1                       | 1                       |                         |                         |                         | 1                       | 1                       |                         |                         |                         |                         |                         |                         |                         |                         |                         |
| 역도                    | 역도                    |                         |                         |                         |                         | 1                       | 2                       | 2                       | 2                       | 2                       |                         | 2                       | 1                       | 1                       | 1                       | 1                       |                         |                         |                         |                         |                         |
| 요트                    | 요트                    |                         |                         |                         |                         |                         |                         |                         |                         |                         |                         |                         |                         | 2                       | 2                       | 2                       | 1                       | 1                       | 1                       | 1                       |                         |
| 유도                    | 유도                    |                         |                         |                         |                         | 2                       | 2                       | 2                       | 2                       | 2                       | 2                       | 2                       |                         |                         |                         |                         |                         |                         |                         |                         |                         |
| 육상                    | 육상                    |                         |                         |                         |                         |                         |                         |                         |                         |                         |                         | 2                       | 6                       | 6                       | 5                       | 4                       | 4                       | 5                       | 6                       | 8                       | 1                       |
| 조정                    | 조정                    |                         |                         |                         |                         |                         |                         |                         |                         | 3                       | 3                       |                         | 5                       | 3                       |                         |                         |                         |                         |                         |                         |                         |
| 철인3종                 | 철인3종                 |                         |                         |                         |                         |                         |                         |                         |                         |                         |                         |                         | 1                       |                         |                         | 1                       |                         |                         |                         |                         |                         |
| 체조                    | 기계체조                |                         |                         |                         |                         |                         |                         | 1                       | 1                       | 1                       | 1                       |                         |                         | 3                       | 3                       | 4                       |                         |                         |                         |                         |                         |
| 체조                    | 리듬체조                |                         |                         |                         |                         |                         |                         |                         |                         |                         |                         |                         |                         |                         |                         |                         |                         |                         |                         | 1                       | 1                       |
| 체조                    | 트램벌린                |                         |                         |                         |                         |                         |                         |                         |                         |                         |                         | 1                       | 1                       |                         |                         |                         |                         |                         |                         |                         |                         |
| 축구                    | 축구                    |                         |                         |                         |                         |                         |                         |                         |                         |                         |                         |                         |                         |                         |                         |                         |                         | 1                       |                         | 1                       |                         |
| 카누/카약               | 카누/카약               |                         |                         |                         |                         |                         |                         |                         | 1                       | 1                       | 2                       |                         |                         |                         |                         |                         | 4                       | 4                       |                         | 4                       |                         |
| 탁구                    | 탁구                    |                         |                         |                         |                         |                         |                         |                         |                         | 1                       | 1                       |                         |                         |                         |                         | 1                       | 1                       |                         |                         |                         |                         |
| 태권도                  | 태권도                  |                         |                         |                         |                         |                         |                         |                         |                         |                         |                         |                         |                         |                         |                         |                         | 2                       | 2                       | 2                       | 2                       |                         |
| 테니스                  | 테니스                  |                         |                         |                         |                         |                         |                         |                         |                         |                         |                         |                         | 2                       | 3                       |                         |                         |                         |                         |                         |                         |                         |
| 펜싱                    | 펜싱                    |                         |                         |                         |                         | 1                       | 1                       | 1                       | 1                       | 2                       | 1                       | 1                       | 1                       | 1                       |                         |                         |                         |                         |                         |                         |                         |
| 필드하키                | 필드하키                |                         |                         |                         |                         |                         |                         |                         |                         |                         |                         |                         |                         |                         |                         |                         |                         |                         | 1                       | 1                       |                         |
| 핸드볼                  | 핸드볼                  |                         |                         |                         |                         |                         |                         |                         |                         |                         |                         |                         |                         |                         |                         |                         |                         |                         |                         | 1                       | 1                       |
| 7월 / 8월               | 7월 / 8월               | 7월 / 8월               | 25                      | 26                      | 27                      | 28                      | 29                      | 30                      | 31                      | 1                       | 2                       | 3                       | 4                       | 5                       | 6                       | 7                       | 8                       | 9                       | 10                      | 11                      | 12                      |

### 세계 신기록
일곱 종목에서 모두 서른 개의 세계 신기록이 작성되었다. 가장 많은 신기록(8)이 나온 종목은 수영이며, 중국, 영국, 미국이 각각 다섯 개씩을 세웠다.
| 날짜            | 종목                         | 선수                                                     | 국가                   | 기록                                           | 주석   |
| --------------- | ---------------------------- | -------------------------------------------------------- | ---------------------- | ---------------------------------------------- | ------ |
| 2012년 7월 27일 | 양궁 남자 개인               | 임동현                                                   | 대한민국               | 랭킹 라운드 경기에서 699점의 세계 기록을 세움  | [ 31 ] |
| 2012년 7월 27일 | 양궁 남자 단체               | 임동현, 김법민, 오진혁                                   | 대한민국               | 랭킹 라운드 경기에서 2087점의 세계 기록을 세움 | [ 31 ] |
| 2012년 7월 28일 | 조정 남자 페어               | 에릭 머레이 해미시 본드                                  | 뉴질랜드               | 예선에서 6:08.50의 세계 기록을 세움            | [ 32 ] |
| 2012년 7월 28일 | 역도 여자 53kg               | 줄피야 친샤늘로                                          | 카자흐스탄             | 역도 용상에서 131 kg의 세계 기록을 세움        | [ 33 ] |
| 2012년 7월 28일 | 수영 여자 개인혼영 400m      | 예스원                                                   | 중화인민공화국         | 결승전에서 4:28.43의 세계 기록을 세움          | [ 34 ] |
| 2012년 7월 29일 | 수영 여자 접영 100m          | 다나 볼머                                                | 미국                   | 결승전에서 55.98의 세계 기록을 세움            | [ 35 ] |
| 2012년 7월 29일 | 수영 남자 평영 100m          | 카메론 반 더 버그                                        | 남아프리카 공화국      | 결승전에서 58.46의 세계 기록을 세움            | [ 36 ] |
| 2012년 7월 30일 | 역도 남자 62kg               | 김은국                                                   | 조선민주주의인민공화국 | 결승전에서 총합 327 kg의 세계 기록을 세움      | [ 37 ] |
| 2012년 8월 2일  | 수영 여자 평영 200m          | 레베카 소니                                              | 미국                   | 결승전에서 2:19.59의 세계 기록을 세움          | [ 38 ] |
| 2012년 8월 3일  | 수영 여자 배형 200m          | 미시 프랭클린                                            | 미국                   | 결승전에서 2:04.06의 세계 기록을 세움          | [ 39 ] |
| 2012년 8월 4일  | 사격 여자 트랩               | 제시카 로시                                              | 이탈리아               | 본선 및 결선 합계에서 99점의 세계 기록을 세움  | [ 40 ] |
| 2012년 8월 4일  | 수영 남자 자유형 1,500m      | 쑨양                                                     | 중화인민공화국         | 결승전에서 14:31.02의 세계 기록을 세움         | [ 41 ] |
| 2012년 8월 4일  | 수영 여자 혼계영 4x100m 계주 | 미시 프랭클린, 레베카 소니, 다나 볼머, 앨리슨 슈미트     | 미국                   | 결승전에서 3:52.05의 세계 기록을 세움          | [ 42 ] |
| 2012년 8월 10일 | 육상 여자 4x100m 계주        | 티아나 매디슨, 앨리슨 펠릭스, 비안카 나이트, 카멜리타    | 미국                   | 결승전에서 40.82의 세계 기록을 세움            | [ 43 ] |
| 2012년 8월 10일 | 육상 남자 800m               | 데이비드 루디샤                                          | 케냐                   | 결승전에서 1:40.91의 세계 기록을 세움          | [ 44 ] |
| 2012년 8월 11일 | 육상 남자 4x100m 계주        | 우사인 볼트, 네스타 카터, 마이클 프레이터, 요한 블레이크 | 자메이카               | 결승전에서 36.84의 세계 기록을 세움            | [ 45 ] |
| 2012년 8월 11일 | 육상 여자 경보 20km          | 엘레나 라슈마노바                                        | 러시아                 | 1:25:02의 세계 기록을 세움                     | [ 46 ] |

## 메달 집계
최종 집계
| 순위 | 국가                         | 금메달 | 은메달 | 동메달 | 합계 |
| ---- | ---------------------------- | ------ | ------ | ------ | ---- |
| 1    | 미국 (USA)                   | 48     | 26     | 30     | 104  |
| 2    | 중화인민공화국 (CHN)         | 39     | 31     | 22     | 92   |
| 3    | 영국 (GBR)                   | 29     | 18     | 18     | 65   |
| 4    | 러시아 (RUS)                 | 18     | 21     | 26     | 65   |
| 5    | 대한민국 (KOR)               | 13     | 9      | 9      | 31   |
| 6    | 독일 (GER)                   | 11     | 20     | 13     | 44   |
| 7    | 프랑스 (FRA)                 | 11     | 11     | 13     | 35   |
| 8    | 오스트레일리아 (AUS)         | 8      | 15     | 12     | 35   |
| 9    | 이탈리아 (ITA)               | 8      | 9      | 11     | 28   |
| 10   | 헝가리 (HUN)                 | 8      | 4      | 6      | 18   |
| 11   | 일본 (JPN)                   | 7      | 14     | 17     | 38   |
| 12   | 이란 (IRI)                   | 7      | 5      | 1      | 13   |
| 13   | 네덜란드 (NED)               | 6      | 6      | 8      | 20   |
| 14   | 뉴질랜드 (NZL)               | 6      | 2      | 5      | 13   |
| 15   | 우크라이나 (UKR)             | 5      | 4      | 10     | 19   |
| 16   | 쿠바 (CUB)                   | 5      | 3      | 7      | 15   |
| 17   | 스페인 (ESP)                 | 4      | 10     | 6      | 20   |
| 18   | 자메이카 (JAM)               | 4      | 5      | 4      | 13   |
| 19   | 체코 (CZE)                   | 4      | 4      | 3      | 11   |
| 20   | 남아프리카 공화국 (RSA)      | 4      | 1      | 1      | 6    |
| 21   | 조선민주주의인민공화국 (PRK) | 4      | -      | 2      | 6    |
| 22   | 브라질 (BRA)                 | 3      | 5      | 9      | 17   |
| 23   | 폴란드 (POL)                 | 3      | 2      | 6      | 11   |
| 24   | 에티오피아 (ETH)             | 3      | 2      | 3      | 8    |
| 25   | 카자흐스탄 (KAZ)             | 3      | 1      | 7      | 11   |
| 26   | 크로아티아(HRV)              | 3      | 1      | 2      | 6    |
| 27   | 캐나다 (CAN)                 | 2      | 6      | 10     | 18   |
| 28   | 벨라루스 (BLR)               | 2      | 5      | 3      | 10   |
| 29   | 케냐 (KEN)                   | 2      | 4      | 7      | 13   |
| 30   | 덴마크 (DEN)                 | 2      | 4      | 3      | 9    |
| 31   | 루마니아 (ROU)               | 2      | 4      | 1      | 7    |
| 32   | 아제르바이잔 (AZE)           | 2      | 2      | 5      | 9    |
| 33   | 스위스 (SUI)                 | 2      | 2      | -      | 4    |
| 34   | 노르웨이 (NOR)               | 2      | 1      | 1      | 4    |
| 35   | 리투아니아 (LTU)             | 2      | -      | 3      | 5    |
| 36   | 튀니지 (TUN)                 | 2      | -      | 1      | 3    |
| 37   | 스웨덴 (SWE)                 | 1      | 4      | 3      | 8    |
| 38   | 콜롬비아 (COL)               | 1      | 3      | 5      | 9    |
| 39   | 멕시코 (MEX)                 | 1      | 3      | 4      | 8    |
| 40   | 조지아 (GEO)                 | 1      | 2      | 3      | 6    |
| 41   | 아일랜드 (IRL)               | 1      | 1      | 4      | 6    |
| 42   | 세르비아 (SRB)               | 1      | 1      | 2      | 4    |
| 43   | 슬로베니아 (SLO)             | 1      | 1      | 2      | 4    |
| 44   | 아르헨티나 (ARG)             | 1      | 1      | 2      | 4    |
| 45   | 트리니다드 토바고 (TTO)      | 1      | 1      | 2      | 4    |
| 46   | 튀르키예 (TUR)               | 1      | 1      | 1      | 3    |
| 47   | 도미니카 공화국 (DOM)        | 1      | 1      | -      | 2    |
| 48   | 라트비아 (LAT)               | 1      | -      | 1      | 2    |
| 49   | 중화 타이베이 (TPE)          | 1      | -      | 1      | 2    |
| 50   | 그레나다(GRD)                | 1      | -      | -      | 1    |
| 51   | 바레인 (BRN)                 | 1      | -      | -      | 1    |
| 52   | 바하마 (BAH)                 | 1      | -      | -      | 1    |
| 53   | 베네수엘라 (VEN)             | 1      | -      | -      | 1    |
| 54   | 알제리(DZA)                  | 1      | -      | -      | 1    |
| 55   | 우간다 (UGA)                 | 1      | -      | -      | 1    |
| 56   | 이집트 (EGY)                 | -      | 3      | 1      | 4    |
| 57   | 인도 (IND)                   | -      | 2      | 4      | 6    |
| 58   | 몽골 (MGL)                   | -      | 2      | 3      | 5    |
| 59   | 태국 (THA)                   | -      | 2      | 2      | 4    |
| 60   | 불가리아 (BUL)               | -      | 2      | 1      | 3    |
| 61   | 인도네시아 (INA)             | -      | 2      | 1      | 3    |
| 62   | 핀란드 (FIN)                 | -      | 2      | 1      | 3    |
| 63   | 슬로바키아 (SVK)             | -      | 1      | 3      | 4    |
| 64   | 벨기에 (BEL)                 | -      | 1      | 2      | 3    |
| 65   | 말레이시아 (MAS)             | -      | 1      | 1      | 2    |
| 66   | 아르메니아 (ARM)             | -      | 1      | 1      | 2    |
| 67   | 에스토니아 (EST)             | -      | 1      | 1      | 2    |
| 68   | 카타르 (QAT)                 | -      | 1      | 1      | 2    |
| 69   | 푸에르토리코 (PUR)           | -      | 1      | 1      | 2    |
| 70   | 가봉 (GAB)                   | -      | 1      | -      | 1    |
| 71   | 과테말라(GTM)                | -      | 1      | -      | 1    |
| 72   | 몬테네그로 (MNE)             | -      | 1      | -      | 1    |
| 73   | 보츠와나 (BOT)               | -      | 1      | -      | 1    |
| 74   | 키프로스 (CYP)               | -      | 1      | -      | 1    |
| 75   | 포르투갈 (POR)               | -      | 1      | -      | 1    |
| 76   | 우즈베키스탄 (UZB)           | -      | -      | 3      | 3    |
| 77   | 그리스 (GRE)                 | -      | -      | 2      | 2    |
| 78   | 싱가포르 (SIN)               | -      | -      | 2      | 2    |
| 79   | 모로코 (MAR)                 | -      | -      | 1      | 1    |
| 80   | 베트남 (VIE)                 | -      | -      | 1      | 1    |
| 81   | 사우디아라비아 (KSA)         | -      | -      | 1      | 1    |
| 82   | 아프가니스탄 (AFG)           | -      | -      | 1      | 1    |
| 83   | 카메룬 (CMR)                 | -      | -      | 1      | 1    |
| 84   | 쿠웨이트(KWT)                | -      | -      | 1      | 1    |
| 85   | 타지키스탄 (TJK)             | -      | -      | 1      | 1    |
| 86   | 홍콩 (HKG)                   | -      | -      | 1      | 1    |

## 방송
- 영국 - BBC
- 대한민국 - KBS 1TV, KBS 2TV, KBS 24시 뉴스, MBC TV, SBS TV, 채널D TV
- 브라질 - 헤지 글로부, 헤지 벤데이란트, 헤지 레콘드
- 일본 - NHK, 아사히TV. FNN
- 유럽 연합 - 스포츠 파이브
- 홍콩 - TVB
- 조선민주주의인민공화국 - 조선중앙텔레비전
- 중화인민공화국 - CCTV
- 미국 - NBC
- 프랑스 - TF1, F2
- 독일 - ZDF. ARD
- 러시아 - CIR. VGTRK, NTV PLUS
- 이탈리아 - 스카이 이탈리아
- 스페인 - TVE
- 노르웨이 - TV 2
- 튀르키예 - FOX
- 스웨덴 - MTG

## 대회 이모저모
- 참가국 전원이 1명 이상의 여성 선수를 출전시켰다. 이것은 올림픽 사상 첫 기록이다.
- 영국이 개최국으로서 1960년 로마 올림픽 이후 52년 만에 축구에서 단일팀을 출전시켰다. 그러나 8강전에서 대한민국에 승부차기 끝에 패배하여 탈락하였다.
- 미국의 수영 선수인 마이클 펠프스가 이 대회에서 7개 종목에 출전해 4개의 금메달과 2개의 은메달을 획득하여 올림픽 역사상 가장 많은 금메달을 딴 선수가 되었다.
- 2005년 IOC 총회 결과 야구와 소프트볼이 올림픽 정식종목에서 제외되고, 올림픽 역사상 처음으로 여자 복싱 경기(총 3체급)가 열렸다.
- 테니스 여자 단식 시상식에서 금메달을 딴 미국 국가가 연주되는 도중 갑자기 바람의 의해 미국 국기가 바닥으로 떨어져 선수들과 관중들도 웃음을 참지 못했다.
- 남자 마라톤에서 우간다의 스티븐 키프로티치가 런던 언덕에서 케냐 선수 2명을 제치고 금메달을 획득하였다. 우간다는 뮌헨 올림픽 당시 참가한 남자 400m 허들 존 아키부아 이후 종합 육상으로써는 40년 만에 금메달이었으며, 남자 마라톤에서만 따질 경우 최초의 올림픽 마라톤 금메달이었다.
- 대한민국 축구 올림픽 대표팀이 대한민국 축구 사상 처음으로 동메달을 땄다.